# Pita gegant
La pita gegant (Hydrornis caeruleus) és una espècie d'ocell de la família dels pítidss (Pittidae) que habita zones boscoses de la Península Malaia, Sumatra i Borneo.